# هيو دبليو. سلون جونيور
هيو دبليو. سلون جونيور (بالإنجليزية: Hugh W. Sloan, Jr.)‏ هو أمين الخزينة أمريكي، ولد في 1 نوفمبر 1940 في برينستون في الولايات المتحدة.